# John P. Washington
John P. Washington (Newark, New Jersey, 1908. július 18. – 1943. február 3.) katolikus pap és az amerikai (szárazföldi) hadsereg hadnagya. Egyike volt azon négy tábori lelkésznek, akik a második világháború idején az életüket adták, hogy megmentsék a süllyedő USAT Dorchester nevű hadihajón lévő katonákat.

## Élete
John ír gyökerekkel rendelkező családba született, hét testvére volt, szüleit Frank és Mary Washingtonnak hívták. Már egészen fiatal korában vallásos lett, hamar ministrálni is kezdett Newarkban (New Jersey), ott, ahol felnőtt. Tehetséges sportoló, intelligens és szorgalmas gyermek volt, így kiemelkedően teljesített az iskolában. Felvették a Seton Hall előkészítő, ún. "prep" iskolájába, ami akkoriban South Orangeben (New Jersey) volt. Itt érettségizett és tanult olyan tárgyakat, amelyek felkészítették későbbi papi tanulmányaira is, amelyet a Seton Halli Egyetem Szeplőtelen fogantatás Szeminárium teológia szakán folytatott. A szemináriumban töltött ideje alatt megkapta a kisebb rendeket, majd 1935-ben pappá szentelték.
Hat éven keresztül több plébánián is szolgált mielőtt csatlakozott volna az Egyesült Államok hadseregéhez, amikor hallott a Pearl Harbor elleni japán támadásról 1941 decemberében. Rövid Indianában és Marylandben töltött időszakok után a Harvard Egyetemre vezényelték, felkészítvén őt az európai bevetésekre; itt találkozott először azzal a három másik lelkésszel, akikkel együtt vált ismertté önfeláldozásuk révén. 1943 januárjában csatlakozott végzetes útjához, a Dorchester nevű hajón szolgálókhoz; céljuk Európa volt, Grönlandon érintésével.

## Halála
1943. február 2-án a német U-223 észrevette a konvojt, amely tagja volt a Dorchester is. Nem sokkal éjfél után egy torpedójával el is találta a hajót, amely süllyedni kezdett. A négy lelkész, miután megtudták, hogy nincs elég ép mentőhajó, igyekezett rendezni az ijedt tömeget. Ők kezdték el osztogatni a mentőmellényeket, sőt, miután elfogyott az összes, de még nem jutott mindenkinek, a sajátjukat is átadták másnak. A hajón rekedt 672 emberrel együtt imádkozni kezdtek, majd 27 perccel a torpedó találata után elnyelte őket a víz. Akik, a túlélő 230 ember közül látták még a négy lelkészt, arról számoltak be, hogy látták, amint összekapaszkodnak és imádkoznak.

## Kitüntetései
Posztumusz az alábbi kitüntetéseket kapták meg: Distinguished Service Cross (a második legnagyobb katonai kitüntetés az USA-ban), Purple Heart (katonai kitüntetés az USA-ban, azok részére, akik megsebesülnek vagy meghalnak egy bevetés közben), Four Chaplains' Medal avagy a Chaplain's Medal for Heroism (ami értékében szintén az USA katonai kitüntetéseinek második legnagyobbikának tekinthető és 1960-ban vezették be éppen a négy katonalelkész emlékére). A legnagyobb értékű medált (Medal of Honor), azért nem szavazta meg a Kongresszus számukra, bár felmerült ennek szándéka, mert annak szigorú szabályai szerint csak ellenséges tűz alatt tanúsított hősiességért adományozható.